# Josef Hasenöhrl
Josef Hasenöhrl (5. maj 1915 - 13. marts 1945) var en østrigsk roer.
Hasenöhrl vandt sølv i singlesculler ved OL 1936 i Berlin, hvor han i finalen blev besejret af tyskeren Gustav Schäfer.
Hasenöhrl var under 2. verdenskrig soldat i den tyske Wehrmacht. Han omkom på vestfronten i 1945, få måneder før krigens afslutning.

## OL-medaljer
- 1936:  Sølv i singlesculler